# 米粉パン

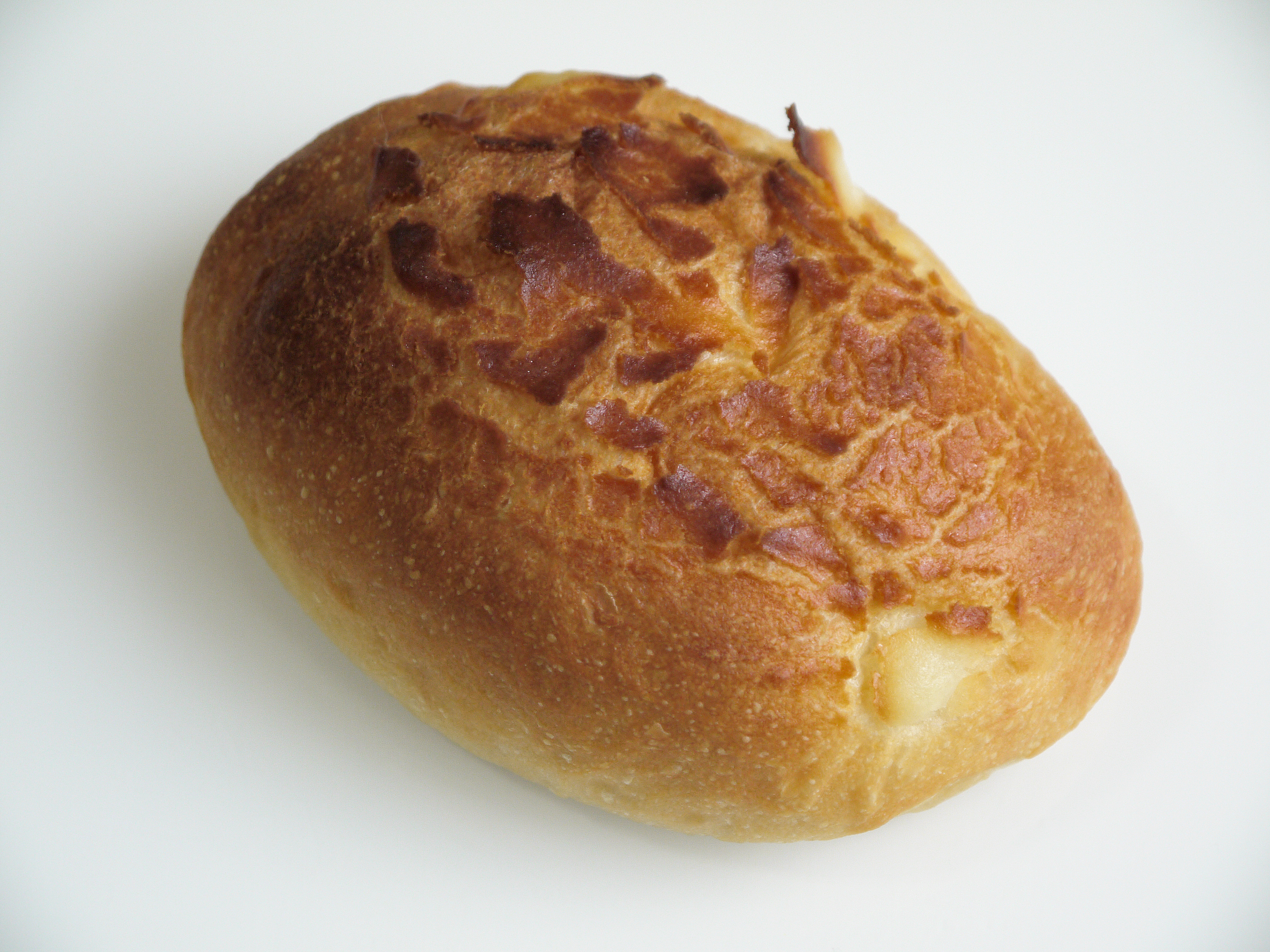
米粉パンの一例

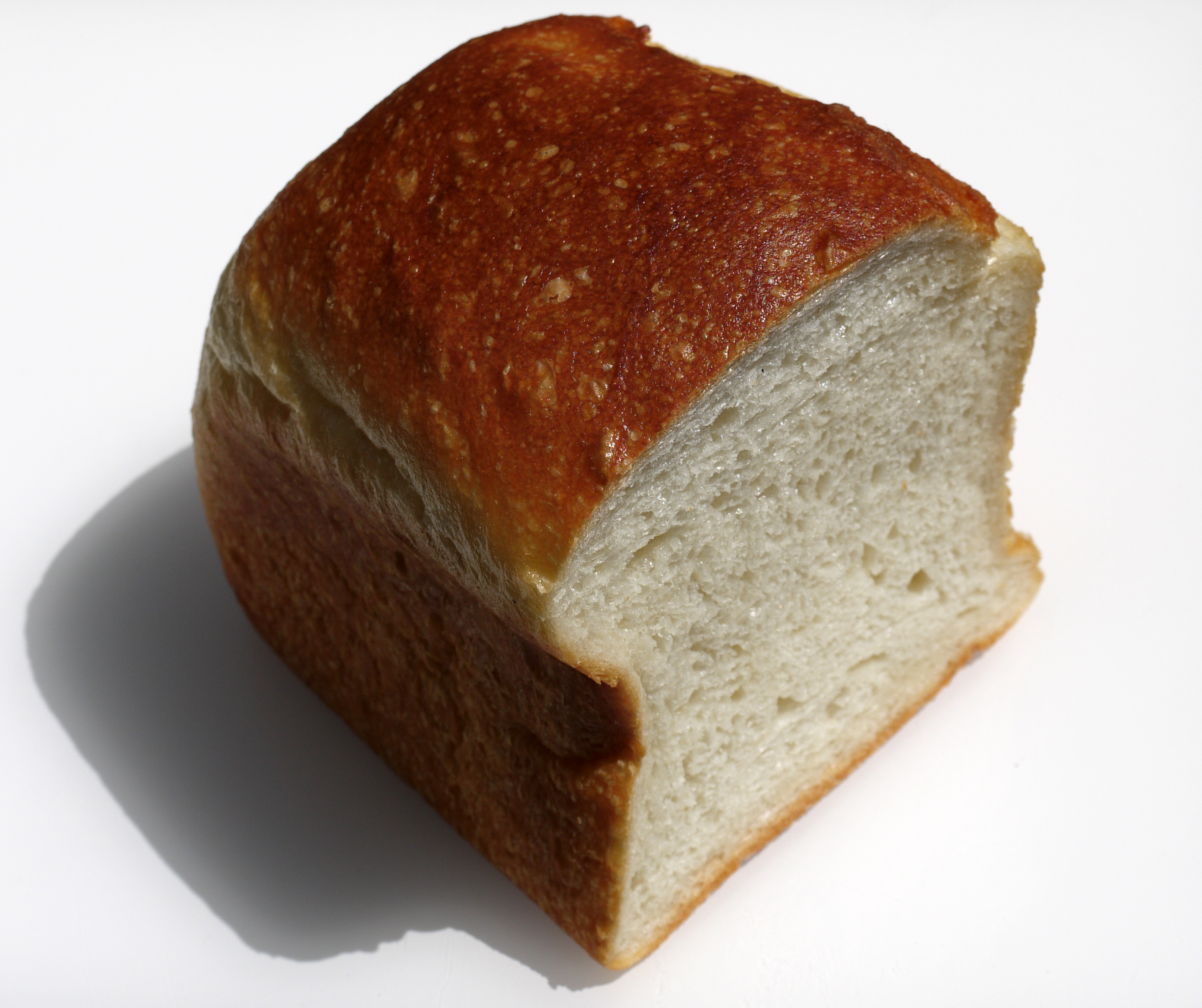
米粉が原料の山型食パン

米粉パン（こめこパン）とは、小麦粉などのムギ類ではなく、米粉を利用して製造されたパンのことである。米粉だけのものと、小麦粉などに米粉を混ぜたものがある。

## 背景
パンは小麦粉を使って製造されることが多いが、2008年（平成20年）にみられた穀物価格の高騰などにより、従来の小麦粉を用いたパンでは製造コストがかさむ形となった。
また、日本国外から輸入される小麦の消費に相対するように、日本国内で収穫されたコメは消費が低迷、事実上供給過剰な状況が続いている。そのため、直接の受益者である日本の米農家やその共同体であるJA農業協同組合などから小麦の消費圧縮、コメの消費拡大策が求められている。
日本ではコメ余りの解消などのため2009年に米穀の新用途への利用の促進に関する法律が施行された。
米粉パンの多くは小麦粉を主体に米粉を加えて作られているが、これを米粉のみで製造できるようになれば、小麦アレルギーの人でも食べられるパンとなる可能性があるとの考えから、これまで小麦の成分を含まない米粉パンの製造が研究されてきた。また、グルテンは、セリアック病や非セリアック・グルテン過敏症(NCGS)による胃腸障害・精神障害の原因となるため、近年グルテンフリー食品の有効性が見直されている。

## 技術開発

### 米粉100%パンの開発
グルテンを含まない米粉のみの製パンは従来不可能とされていたが、2001年（平成13年）に山形大学工学部の研究グループがプラスチック発泡成形の考え方を応用し、初めて米粉100%による製パンに成功した。
一般の米粉にアルファ化した米粉を適量添加し生地粘度を調整することで、米粉100%による製パンが可能であることを発表した。当時、食品分野ではない工学部の研究者がこれを実現したことで話題になった。この生地の粘度調整により製パンを可能にするという発想は、現在市販されている米粉パンに共通するコンセプトと言える。昨今の米の需要増加を目指す国の方針に従い、日本ではここ数年米粉ブームが再燃している上、欧米ではダイエット目的でのグルテンフリーのブームの広がっており、2008年にはローソンが米粉100%のパンを初の全国展開するなど、米粉100%の製パンが注目されている。
2017年1月には同様の米粉のみをつかったパンの製造に関する研究論文は広島大学大学院総合科学研究科のヴィレヌーヴ真澄美准教授らの研究グループからも発表されている
。

### ホームベーカリー
近年になって米粉パンを作れるホームベーカリーも販売されているが、グルテンを添加したホームベーカリー用米粉を置く店舗が少なく入手も困難な上、価格も小麦粉より割高だったため、一般家庭ではあまり米粉パンは作られていなかった。しかし、2010年に世界初を謳って三洋電機から通常の粒状の白米からパンを作ることができるGOPANが発表されると、他機種に数倍する高価格にもかかわらず予約が殺到して発売日が延期される大ヒット商品となり、普及の兆しをみせている（ただし、GOPANも別売のグルテンを添加する必要がある）。小麦グルテンの代わりに上新粉（うるち米を粉砕したもの）を使えば、小麦はまったく含まない、小麦フリーのパンを焼く事が可能になる。

### グルタチオンの利用
2010年（平成22年）に食品総合研究所が、米粉だけで作ったパン生地1斤分にグルタチオンを約0.75グラム加えて5-6時間置き、他は通常通りの手順でパンを焼く方法を開発した。グルタチオンを使用すると食塩も不要だという。ただし、グルタチオンは日本薬局方に収載された医薬品であり，その用途以外の販売は薬事法により規制されている。

### 食味改善
米粉パンの老化を抑制するためにイモ類の粉末を混合する研究が行われ、サツマイモ粉末中の耐熱性のβ-アミラーゼにより米澱粉が分解されマルトース生じ澱粉の再結晶を阻害する作用により、粉パンの老化が抑制される。従って焼き上がりから数日を経たパンの食味が改善される。

## 導入の実例
学校給食への導入がすすんだり、民間レベルでも米粉パンを販売する業者が増えるなどしている。
中国四国地域においては、2004年（平成16年）に152校だった給食への米粉パンの導入校が、2006年（平成18年）には426校と2倍以上になっているというデータもある。
- 千葉県市原市 - 市立幼稚園、小学校、中学校の学校給食に米粉パンを導入（2007年から）[10]
- 岡山県岡山市 - 学校給食に米粉を20%ほど混ぜた米粉パンを導入（2009年から）[11]
- 兵庫県丹波篠山市 - 市立幼稚園、小学校、中学校、養護学校の41施設に米粉パンを導入（2003年から）[12][13]
- 大手コンビニエンスストアチェーンローソンが米粉を利用したパンを定番商品として導入（2008年から）[4]